# Lucens
Lucens é uma comuna da Suíça, situada no distrito de Broye-Vully, no cantão de Vaud. Tem 7,86 km² de área e sua população em 2018 foi estimada em 4.200 habitantes.